# Кодевиго
Кодевиго је насеље у Италији у округу Падова, региону Венето.
Према процени из 2011. у насељу је живело 1555 становника. Насеље се налази на надморској висини од 2 м.

## Становништво
| 1951. | 1961. | 1971. | 1981. | 1991. | 2001. | 2011. |
| ----- | ----- | ----- | ----- | ----- | ----- | ----- |
| 7.318 | 5.518 | 5.073 | 5.299 | 5.384 | 5.617 | 6.453 |